# Korsischer Krokus
Der Korsische Krokus (Crocus corsicus) ist eine Pflanzenart aus der Gattung der Krokusse (Crocus) in der Familie der Schwertliliengewächse (Iridaceae).

## Merkmale

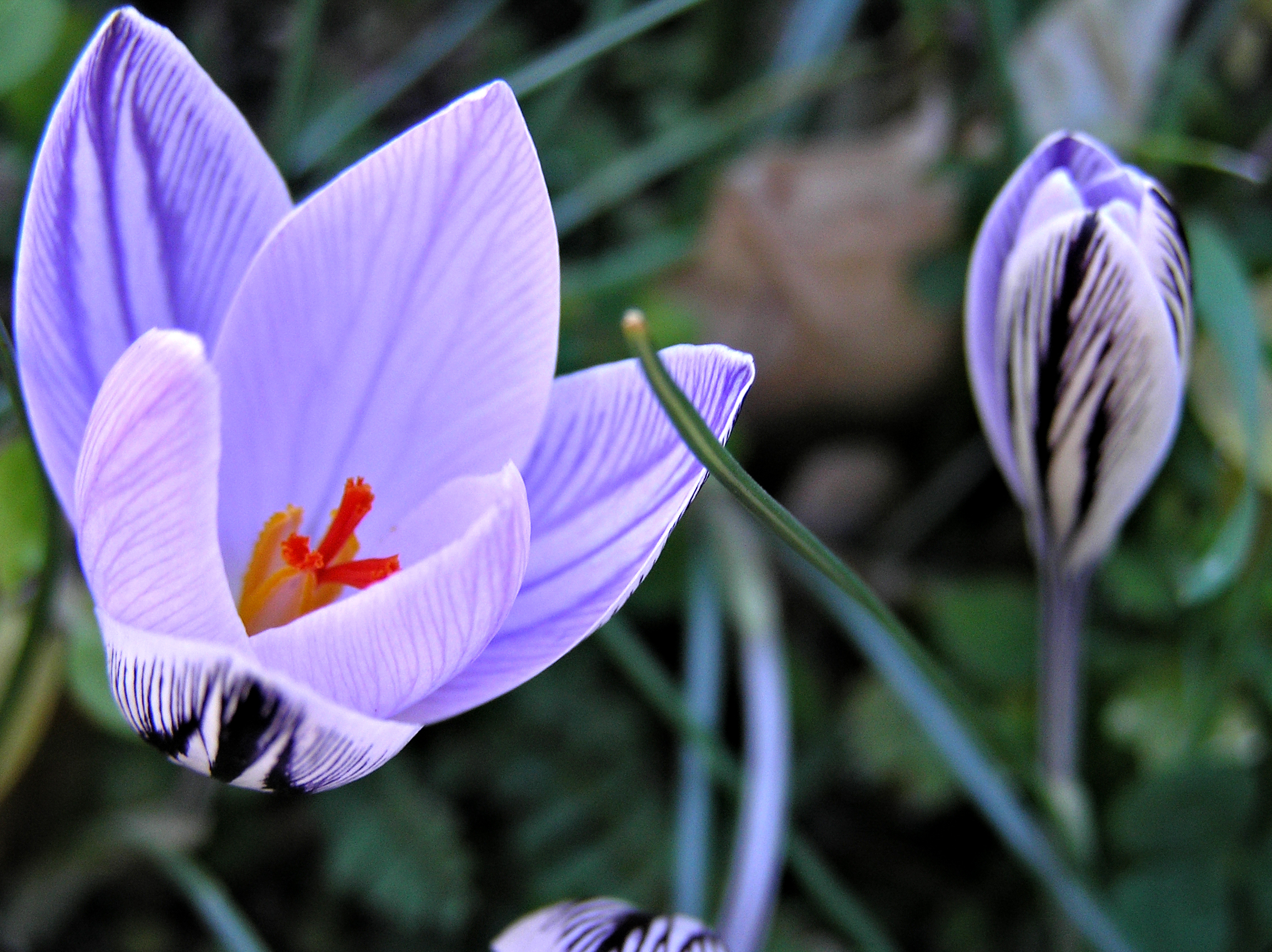
Innen- und Außenseite der Blume

Der Korsische Krokus ist eine kahle, ausdauernde Pflanze, die Wuchshöhen von 4 bis 8 Zentimeter erreicht. An der Spitze ist die Knollenhülle netzfaserig. Ein Stängel ist nicht vorhanden. Blätter und Blüten entspringen einer unterirdischen Knolle. Die Knolle besitzt eine längsfaserige, gegen die Spitze netzfaserige Hülle. Die Blätter treiben zusammen mit den Blüten aus. Es sind jeweils 3 bis 6 Blätter vorhanden. Diese sind oft zurückgebogen, linealisch, grün und haben eine Breite von 0,5 bis 1,5 Millimeter. Zur Blütezeit sind sie in der Regel kaum länger als die Blüten.
Es ist meist eine, seltener sind zwei Blüten vorhanden. Der Schlund ist kahl und weiß bis lila. Die Perigonzipfel messen 20 bis 35 (selten ab 18) × 7 bis 13 Millimeter. Innen sind sie leuchtend lila bis tiefpurpurn, außen oft gelblich mit feinen Seitennerven sowie 1 bis 3 violetten Streifen. Die Staubbeutel sind orange und doppelt so lang wie die Staubfäden. Die Kapselfrucht enthält blassbraune Samen. Die Blütezeit reicht von Februar bis April.
Die Chromosomenzahl beträgt 2n = 18 oder 22.
Der Korsische Krokus ist dem Kleinsten Krokus ähnlich. Der Kleinste Krokus ist etwa ranker und hat scheckigere äußere Perigonblätter.

## Vorkommen
Der Korsische Krokus kommt im nördlichen und zentralen Korsika und auf Sardinien in Gebüschen, steinigen Weiden und im Gebirge vor.

## Nutzung
Der Korsische Krokus wird vermutlich zerstreut als Zierpflanze in Steingärten und Rabatten genutzt. Die Art ist seit spätestens 1843 in Kultur.